# Tony, the Fiddler
Tony, the Fiddler è un cortometraggio muto del 1913 prodotto e diretto da Theodore Wharton.

## Trama
Tony, il violinista, è innamorato della figlia dello sceriffo. Riesce a catturare un bandito ma la ragazza gli preferisce un altro pretendente.

## Produzione
Il film, che fu prodotto dalla Essanay Film Manufacturing Company, venne girato nello stato di New York, a Ithaca.

## Distribuzione
Distribuito dalla General Film Company, il film - un cortometraggio di una bobina - uscì nelle sale cinematografiche USA il 3 ottobre 1913.